# Anne De Paepe
Anne Marie Julia Joanna Frances barones De Paepe (Gent, 4 oktober 1955) is een Belgische hoogleraar in de humane en medische genetica aan de Faculteit Geneeskunde en Gezondheidswetenschappen van de Universiteit Gent en diensthoofd van het Centrum Medische Genetica in het Universitair Ziekenhuis te Gent. Van 2013 tot 2017 was zij rector van de Universiteit Gent, als opvolgster van Paul Van Cauwenberge. In 2017 werd zij opgevolgd door ingenieur Rik Van de Walle.

## Biografie
De Paepe behaalde het diploma van dokter in de genees-, heel- en verloskunde aan de Universiteit Gent in 1980 en werd erkend als specialist Inwendige Ziekten in 1985. Ze specialiseerde zich verder in de medische genetica en werd als FWO-navorser verbonden aan het Centrum Medische Genetica van het UZ Gent met een onderzoeksproject over erfelijke bindweefselaandoeningen. In dit kader voerde ze een studieverblijf door van één jaar in het MRC, Northwick Park Hospital in Londen, UK.
Ze startte vervolgens een eigen onderzoeksactiviteit in het Centrum Medische Genetica van de UGent en richtte er een diagnostisch en onderzoekslaboratorium voor erfelijke bindweefselziekten op. In 1987 behaalde ze een doctoraat in de biomedische wetenschappen en in 1992 werd ze geaggregeerde voor het Hoger Onderwijs in de Medische Genetica aan de UGent. Vanaf 1993 werd ze diensthoofd van het Centrum Medische Genetica, UZ Gent en deeltijds hoofddocent aan de Faculteit Geneeskunde. In 1997 werd ze deeltijds hoogleraar, in 2000 buitengewoon hoogleraar en in 2003 gewoon hoogleraar.
Onder haar leiding groeide het Centrum Medische Genetica uit tot een multidisciplinair genetisch centrum met meer dan 150 werknemers. Ze zetelt als expert in meerdere nationale en internationale wetenschappelijke verenigingen in haar vakgebied. Ze is co-auteur van meer dan 330 publicaties in wetenschappelijke vakbladen.
Haar onderzoekswerk werd bekroond met meerdere wetenschappelijke prijzen, waaronder de Antoine Marfan Award USA en de Marcel Vastesaegerprijs van de Vereniging voor Cardiologie.
Op 15 mei 2013 werd zij verkozen als rector van de Universiteit Gent, voor een mandaat van vier jaar dat inging op 1 oktober 2013. Ze volgde Paul Van Cauwenberge op, die gedurende acht jaar de universiteit bestuurde. Freddy Mortier werd verkozen als vice-rector. In maart 2017 maakte De Paepe bekend dat ze geen kandidaat was om haarzelf op te volgen. In april verklaarde De Paepe dat zij onder druk werd gezet om niet voor een tweede termijn te gaan. Later dat jaar werd ze als rector door Rik Van de Walle opgevolgd. In 2015 werd ze Zottegems ereburger en ridder in de Orde van Sotto.
In 2018 volgde zij Luc Van den Bossche op als voorzitster van de Associatie Universiteit Gent (AUGent).
In 2021 werd ze barones.

## Activiteiten
Anne De Paepe vervulde de volgende taken:
- academisch secretaris (vice-decaan) van de Faculteit Geneeskunde en Gezondheidswetenschappen
- plaatsvervangend lid in de Raad van bestuur voor de Faculteit Geneeskunde
- lid van de Onderzoeksraad en van het Industrieel Onderzoeksfonds van de UGent
- lid van het Belgisch Raadgevend Comité voor Bio-ethiek
- lid van de Commissie Celbiologie en Genetica
- lid van de Commissie Internationale Wetenschappelijke Contacten van het FWO-Vlaanderen
- lid van het Ethisch Comité van de Faculteit Geneeskunde
- lid van de Doctoraatscommissie van de faculteit geneeskunde
- bestuurslid in de stuurgroep Wetenschappelijke Fondsen van de Koning Boudewijnstichting
- lid van de Wetenschappelijk Adviesraad van de Princess Lilian Foundation
- voorzitter van de Jury van de Inbev-Baillet-Latourprijs voor klinisch onderzoek
- bestuurder van de Geneeskundige Stichting Koningin Elisabeth